# 德國國防軍陸軍第526步兵師
德國國防軍陸軍第526步兵師（德語：526. Infanterie-Division）是納粹德國國防軍陸軍的一個步兵師。該師於1939年10月組建。
該師組建後，於1941年12月改編為亞琛師（德語：Division Aachen），1942年9月改編為526號亞琛師（德語：Division Nr. 526 Aachen）。
該師改編前後，一直在西線駐紮防守。
該師最後於1944年9月改編為第526後備師。

## 註腳
1. ↑  Mitcham（2007年）